# Apholidotus
Apholidotus è un genere estinto di pesci ossei appartenente agli attinotterigi (pesci a pinne raggiate), i cui resti fossili sono stati ritrovati nel famoso giacimento di Bear Gulch (Montana, Stati Uniti) e risalgono al Carbonifero inferiore (Mississippiano). L'unica specie nota è Apholidotus ossuosus. 

## Descrizione
Apholidotus ossuous era un piccolo attinotterigio dal corpo allungato e sottile, privo di scaglie e di canali della linea laterale. Il cranio era altamente modificato, con le ossa dermiche ridotte e canali della linea laterale cranica indipendenti dalle ossa dermiche. Il palato era sostenuto dal parasfenoide e solo debolmente collegato all’arco ioideo. Il neurocranio era ossificato posteriormente in ossa separate. L’opercolo era ridotto ai soli raggi branchiostegali.
La cintura pettorale era snella e non ancorata al cranio, con scapola e coracoide estesi posteriormente e articolati con cinque radiali verticali, i quali a loro volta sostenevano cinque raggi finemente ramificati (lepidotrichi) della pinna pettorale. Il corpo era privo di scaglie e le pinne pelviche e anale erano assenti. La pinna dorsale era bassa e lunga, mentre la pinna caudale era piccola, esternamente arrotondata ma internamente emieterocerca. Le pinne mediane erano supportate da actinotrichi.
La colonna vertebrale era complessa e regionalizzata, con apofisi dorsali e ventrali mediane che irrigidivano l’asse vertebrale dall’addome posteriore alla regione caudale. Erano presenti curvature dorsoventrali distinte tra la testa e i primi due elementi vertebrali, così come nella regione addominale mediana.

## Classificazione
La specie Apholidotus ossuosus è stata descritta nel 2025 sulla base di resti eccezionalmente conservati provenienti da Bear Gulch, nel cosiddetto "Bear Gulch Limestone", un membro della Formazione di Heath, risalente al Serpukhoviano (Carbonifero superiore) della Contea di Fergus, in Montana.
I fossili erano già stati illustrati e descritti brevemente com in nome "Apholidotos ossna" nel 1991, in una pubblicazione divulgativa; il nome, tuttavia, era a tutti gli effetti un nomen nudum privo di valore scientifico.
La descrizione formale avvenuta nel 2025 indica che Apholidotus era un attinotterigio altamente specializzato e differenziato rispetto agli altri pesci ossei paleozoici. Le sue caratteristiche osteologiche deviano significativamente dai modelli fondamentali di osteitti e rendono impossibile, al momento, una collocazione precisa nell’ambito filogenetico. A causa di queste profonde divergenze evolutive, il genere è attribuito a un ordine non assegnato (incertae sedis) all'interno degli Actinopterygii. Le somiglianze solo superficiali con generi come Tarrasius e Paratarrasius sono dovute probabilmente a convergenza evolutiva.

## Etimologia
Il nome generico Apholidotus deriva dal greco ἄ (a-, senza) e φολις (pholis, scaglia), in riferimento alla totale assenza di scaglie sul corpo. L’epiteto specifico ossuosus allude alla notevole ossificazione e specializzazione del sistema scheletrico.

## Paleoecologia
L’anatomia cranica suggerisce che Apholidotus ossuosus fosse un predatore specializzato nell'alimentazione per aspirazione ("suction feeding"), simile a molte specie ittiche moderne. Le caratteristiche postcraniali, tra cui l’assenza di pinne pelviche e l’organizzazione della colonna vertebrale, indicano una postura verticale in acqua, piuttosto che orizzontale. Questo adattamento richiama notevoli convergenze morfologiche con le attuali "anguille della sabbia" della famiglia Heterocongridae e con membri dell’ordine Syngnathiformes, che comprende cavallucci marini e pesci ago.

## Contesto geologico
Gli esemplari sono stati ritrovati nella Bear Gulch Limestone, un noto lagerstätte del Carbonifero, famoso per la straordinaria conservazione di vertebrati marini. L’ambiente era costituito da una baia marina poco profonda, in cui Apholidotus ossuosus era particolarmente abbondante.